# Yoshiaki Kawajiri
Yoshiaki Kawajiri (川尻 善昭, Kawajiri Yoshiaki) est un réalisateur de films et séries d'animation, né le 18 novembre 1950 à Yokohama au Japon.

## Biographie
Yoshiaki Kawajiri est né le 18 novembre 1950 à Yokohama, principale ville de la préfecture de Kanagawa, au sud de Tokyo. Pendant son enfance, Kawajiri désire devenir Mangaka comme l'un des amis de sa mère, Hideaki Kitano. En 1968, après avoir fini ses études au lycée privé de Yokohama, il intègre le studio d'animation Mushi Production grâce à Kitano qui y travaille. Il commence en tant qu'intervalliste et travaille notamment sur la série Ashita no Joe où il fait la rencontre du réalisateur Osamu Dezaki. Avec lui, il quitte Mushi Pro et fondent en octobre 1972, avec d'autres anciens membres de Mushi, un nouveau studio appelé Madhouse. Il y travaille en tant qu'animateur-clé et occupe parfois le poste de directeur de l'animation comme sur Judo Sanka (1974) et sur Manga Sekai Mukashi Banashi (1975-1979).
Après la réorientation de la production du studio vers la production de films, Kawajiri va prendre une place plus importante. Il s'occupe notamment du storyboard du film Haguregumo (en) (1982) et réalise son premier film, Lensman (en), en 1984. Cependant ce n'est que sur Manie Manie, film omnibus en trois parties que Kawajiri développe pour la première fois son « style ». Alors que la première et la troisième partie du film sont réalisées respectivement par Rintarō et Katsuhiro Ōtomo, Kawajiri s'occupe de la deuxième partie où il se distingue par sa particulière conception des personnages. En 1987, sort Wicked city qui est un véritable succès au Japon[réf. nécessaire] où Kawajiri expose un peu plus son style, mélangeant scène d'extrême violence et longue scène de sexe.
Il enchaine par la suite avec la réalisation de plusieurs OVA (Goku midnight eye en 1989, Cyber City Oedo 808 en 1990) et sort en 1993, Ninja Scroll, film qui le fera connaître en Occident. Après Ninja Scroll, Kawajiri ne participe plus qu'à de petits projets et ne retourne à la réalisation de film qu'en 2000 avec Vampire Hunter D : Bloodlust, adaptation d'un roman de son ami Hideyuki Kikuchi (en). En 2001, il réalise sa première série, X, adapté du manga éponyme de Clamp. Il participe par la suite à des projets réunissant des grands noms de l'animation japonaise, comme le film Metropolis (avec Katsuhiro Ōtomo, Rintarō, Masao Maruyama) et les OVA The Animatrix (avec Kōji Morimoto, Shin'ichirō Watanabe, Mahiro Maeda…).
En 2007, il sort Highlander : Soif de vengeance.

## Filmographie
- 1972-1974 : Dokonjō Gaeru (en) (série télévisée) - Animateur clé
- 1973-1974 : Jeu, set et match ! (série télévisée) - Animateur clé
- 1973-1974 : Samurai Giants (série télévisée) - Animateur clé
- 1974 : Judo Sanka (série télévisée) - Directeur de l'animation
- 1975 : Gamba no Bouken (en) (série télévisée) - Animateur clé
- 1975 : Manga Nihon Mukashi Banashi (série télévisée) - Directeur d'épisode, décor, animateur clé
- 1976-1979 : Manga Sekai Mukashi Banashi (série télévisée) - Directeur de l'animation
- 1978 : Conan, le fils du futur (série télévisée) - Animateur clé
- 1979 : Anne no Nikki (TV spécial) - Animateur clé
- 1979 : Animation Kikou Marco Polo no Boken (série télévisée) - Animateur clé
- 1981 : Natsu e no Tobira (en) (film) - Mise en page
- 1981 : Unico (film) - Animateur clé
- 1982 : Haguregumo (en) (film) - Mise en page
- 1983 : Genma Taisen (film) - Animateur clé
- 1983 : Unico - film 2 (film) - Mise en page
- 1983 : Gen d'Hiroshima (film) - Animateur clé
- 1983-1984 : Georgie (série télévisée) - Animation de l'opening
- 1984 : Lensman (en) (film) - Réalisateur, Character designer, storyboard, animateur clé
- 1985 : L'Épée de Kamui (film) - Animateur clé
- 1986 : Manie Manie : Les Histoires du labyrinthe (film) - Réalisateur, scénario, Character designer, directeur de l'animation (segment Le Coureur)
- 1987 : Wicked City (Yôjû toshi) (film) - Réalisateur, directeur de l'animation, Character designer
- 1987 : La Légende de la forêt (film) - Animateur clé
- 1987 : Gen d'Hiroshima 2 (film) - Animateur clé
- 1988 : Demon City Shinjuku (OVA) - Réalisateur, directeur d'animation
- 1989 : Goku midnight eye (OVA) - Réalisateur, Character designer, directeur de l'animation
- 1989-1990 : Le Roi Léo TV 3 (série télévisée) - Co-Character designerer
- 1990 : Kaze no Na wa Amnesia (film) - Cosuperviseur (avec Rintaro), Coscénariste
- 1990-1991 : Cyber City Oedo 808 (OVA) - Réalisateur, Character designer
- 1993 : Ninja Scroll (film) - Réalisateur, scénario, Character designer
- 1994 : The Cockpit (OVA) - Réalisateur, scénario, Character designer, directeur de l'animation (segment 1)
- 1995 : Memories (film) - Superviseur (segment Stink bomb)
- 1995 : Azuki-chan (en) (série télévisée) - Character designer
- 1995 : BioHunter (en) (OVA) - Scénario
- 1996 : Tetsuwan Birdy (OVA) - Réalisation, coscénariste (ep 3), storyboard (ep 1,3), directeur d'épisode (ep 3)
- 1999 : Pet Shop of Horrors (en) (Mini-Série télévisée) - Storyboard (ep 3)
- 2000 : Vampire Hunter D : Bloodlust (film) - Réalisateur, scénario, storyboard
- 2001 : X (série télévisée) - Réalisateur, scénario (ep 1-8,10-15), storyboard (ep 1,2,3,12,17)
- 2001 : Metropolis (Film) - Layout
- 2003 : Animatrix (The Animatrix) (OVA) - Réalisateur (segment Programme), scénariste (segments Programme et Record du monde)
- 2003 : Ninja Scroll  (série télévisée) - Superviseur
- 2004 : Gokusen (série télévisée) - Storyboard (ep 5,11)
- 2007 : Highlander : Soif de vengeance (film) - Réalisateur
- 2007 : Shigurui (en) (série télévisée) - Storyboard (ep 12)
- 2010 : Iron Man (série télévisée) - Storyboard (ep 4,5,7,11)
- 2010 : Redline (film) - Animateur clé
- 2011 : Wolverine (série télévisée) - Storyboard (ep 8,12)
- 2011 : Tobaku Mokushiroku Kaiji S2 (série télévisée) - Storyboard (ep 2,3,4,9,11,15,16,18)
- 2011 : X-men (série télévisée) - Storyboard (ep 5)
- 2011 : Blade (série télévisée) - Storyboard (ep 2)
- 2011 : Chihayafuru (série télévisée) - Storyboard (ep 8,9)